# Toxorhynchites
Toxorhynchites là một chi muỗi trong họ Culicidae.
Loài muỗi này được biết đến vì chúng được cho là không hút máu người và động vật.

## Các loài
Chi Toxorhynchites được chia thành 4 phân chi với khoảng 90 loài:
- Toxorhynchites bambusicola (Lutz và Neiva, 1913)
- Toxorhynchites brevipalpis (Theobald)
- Toxorhynchites grandiosus (Williston, 1900)
- Toxorhynchites guadeloupensis (Dyar và Knab, 1906)
- Toxorhynchites haemorrhoidalis (Fabricius, 1787)
- Toxorhynchites hexacis (Martini, 1901)
- Toxorhynchites mariae (Bourroul, 1904)
- Toxorhynchites montezuma (Dyar và Knab, 1906)
- Toxorhynchites portoricensis (Roeder, 1885)
- Toxorhynchites purpureus (Theobald, 1901)
- Toxorhynchites pusillus (Lima, 1931)
- Toxorhynchites rajah (Tsukamoto, 1986)
- Toxorhynchites rutilus
- Toxorhynchites solstitialis (Lutz, 1904)
- Toxorhynchites splendens (Wiedemann)
- Toxorhynchites theobaldi (Dyar và Knab, 1906)
- Toxorhynchites trichopygus (Wiedemann, 1828)
- Toxorhynchites violaceus (Wiedemann, 1821)